# Мартін Болсам
Мартін Генрі Болсам (англ. Martin Henry Balsam; 4 листопада 1919, Бронкс — 13 лютого 1996, Рим) — американський актор.

## Біографія
Мартін Генрі Болсам народився в Бронксі в єврейській сім'ї. Його батько, Альберт Болсам, був виробником спортивного одягу для жінок. Під час навчання в школі він відвідував драматичний гурток, а після її закінчення навчався в драматичній майстерні Нової школи Нью-Йорка під керівництвом впливового німецького театрального режисера Ервіна Піскатора. Його театральний дебют відбувся в 1941 році в постановці «П'єса вирішує все». В роки Другої світової війни Мартін Болсам служив в рядах ВПС США.
В 1947 році Еліа Казан і Лі Штрасберг обрали Болсама на одну з ролей у свій телепроєкт Акторської студії, з чого і почалася його активна кар'єра на телебаченні. Він з'явився в таких серіалах, як «Сутінкова зона», «Доктор Кілдер», «Вона написала вбивство» і багатьох інших.
На великому екрані Болсам дебютував у 1954 році в фільмі «У порту» (1954) з Марлоном Брандо в головній ролі. Далі були нові успішні ролі у фільмах як «12 розгніваних чоловіків» (1957), «Психо» (1960), «Сніданок у Тіффані» (1961), «Мис страху» (1962) і «Тисячах кланових» (1965), за роль в якому актор отримав премію «Оскар» як найкращий актор другого плану. Так само помітними стали його ролі в фільмах «Тора! Тора! Тора!» (1970), «Убивство у „Східному експресі“» (1974), «Вся президентська рать» (1976) і ремікс «Мис страху» (1991).
Окрім цього, Мартін Болсам з успіхом грав і на театральній сцені, отримавши в 1967 році престижну премію «Тоні» за роль у постановці «Ви знаєте, я вас не чую, коли ллється вода».

## Особисте життя
У 1951 році Болсам одружився з актроркою Перл Сомнер. Вони розлучилися через три роки. Другою його дружиною стала акторка Джойс Ван Паттен. Цей шлюб тривав чотири роки (з 1958 по 1962), у ньому народилась дочка Талія Болсам. Одружився з Ірен Міллер у 1963 році. У них народилося двоє дітей — Адам та Зої Болсам, вони розлучились у 1987 році.
Мартін Болсам помер від інфаркту в лютому 1996 року в Римі і був похований на кладовищі в Бергені, штат Нью-Джерсі.

## Фільмографія
| Рік  |    | Українська назва                                 | Оригінальна назва                                                        | Роль                          |
| ---- | -- | ------------------------------------------------ | ------------------------------------------------------------------------ | ----------------------------- |
| 1954 | ф  | У порту                                          | On the Waterfront                                                        | Джілетт                       |
| 1957 | ф  | 12 розгніваних чоловіків                         | 12 Angry Men                                                             | Присяжний № 1                 |
| 1960 | ф  | Психо                                            | Psycho                                                                   | детектив Мілтон Арбогаст      |
| 1961 | ф  | Сніданок у Тіффані                               | Breakfast at Tiffany's                                                   |                               |
| 1966 | ф  | Полювання на лиса                                | Caccia alla volpe                                                        | Гаррі Гранофф                 |
| 1970 | ф  | Тора! Тора! Тора!                                | Tora! Tora! Tora!                                                        | адмірал Газбенд Едвард Кіммел |
| 1970 | тф | Старий, який кричав "Вовк!"                      | The Old Man Who Cried Wolf                                               | Стенлі Пульска                |
| 1971 | тф | Зізнання комісара поліції прокуророві республіки | Confessione di un commissario di polizia al procuratore della repubblica |                               |
| 1974 | тф | Убивство у «Східному експресі»                   | Murder on the Orient Express                                             |                               |
| 1985 | ф  | Вогні святого Ельма                              | St. Elmo's Fire                                                          | містер Біміш                  |
| 1990 | ф  | Два злісних погляди                              | Two Evil Eyes                                                            | містер Пім                    |